# 제천향교
제천향교(堤川鄕校)는 대한민국 충청북도 제천시에 있는 고려 시대의 향교이다. 1981년 12월 26일 충청북도의 유형문화재 제105호로 지정되었다.

## 개요
향교는 훌륭한 유학자를 제사하고 지방민의 유학교육과 교화를 위하여 나라에서 지은 교육기관이다.
고려 공양왕 1년(1389)에 지어진 제천향교는 원래 마산 서쪽에 있던 것을 선조 23년(1590)에 지금의 자리로 옮겼으나 임진왜란으로 인해 쇠퇴하였다. 그 뒤 순종 융희 1년(1907)에 대성전과 명륜당이 불에 타 없어졌고 1922년에 대성전을 다시 지었다. 현재 남아있는 건물은 대성전·명륜당·동재·서재 등이 있고 그 밖에 부속건물이 있다.
대성전은 공자를 비롯하여 여러 성현들의 위패를 모시고, 제사를 지내던 곳으로 제사 공간을 형성하는데 중심이 된다. 명륜당은 학생들이 공부하던 곳으로 배움의 공간을 이루며, 그 앞에 학생들이 거처인 동재·서재가 있다.
조선시대에는 국가로부터 토지·노비·책 등을 지급 받아서 학생들을 가르쳤으나, 갑오개혁(1894) 이후에는 교육적 기능은 없어지고 봄·가을 2차례에 걸쳐 제사만 지내고 있다.

## 참고 자료
- 제천향교 - 국가유산청 국가유산포털